# Благодаровка (Башкортостан)
Благодаровка (баш. Благодаровка) — упразднённый в 2005 году посёлок Ибраевского сельсовета Аургазинского района Республики Башкортостан.

## История
Закон «О внесении изменений в административно-территориальное устройство Республики Башкортостан в связи с образованием, объединением, упразднением и изменением статуса населённых пунктов, переносом административных центров» от 20 июля 2005 года № 211-з., ст.1 гласил:

4. Упразднить следующие населённые пункты:
4) в Аургазинском районе:

а) посёлок Благодаровка Ибраевского сельсовета

## География
Находился возле пруда

### Географическое положение
Расстояние до (на 1 января 1969):
- районного центра (Толбазы): 13 км,
- центра сельсовета (Малое Ибраево): 4 км,
- ближайшей железнодорожной станции (Белое Озеро): 32 км.

## Население
На 1 января 1969 года проживали 74 человека; преимущественно русские (Башкирская АССР: административно-территориальное деление на 1 января 1969 года. — Изд. 5-е. — Уфа: Башкирское книжное издательство, 1969. С.43).